# 中觀
中觀（羅馬化：madhyamakā），大乘佛教術語，以觀察中道作為修行。其思想起源於《雜阿含經》，即八正道中的正見。龍樹著《中論》以此為理論核心，為中觀派的核心思想與修持方法。

## 概論
中觀的漢語譯名，源自嘉祥吉藏，用以翻譯梵語：，其舊譯為中道。
梵文中，Madhyamaka，源自於形容詞madhya（中、中間）的最高級-ma，加上詞尾-ka，名詞化之後所形成的單字，意思是中道、最中，或至中。釋迦牟尼佛以中道來形容他傳授的教法，龍樹寫作的《中論》中，將中道歸納為遠離生滅、斷常、一異、來去等二邊，又稱八不中道。觀，又譯為毗婆舍那，為觀察、思維之意，以智慧觀察與抉擇，即是觀，般若經中，以智慧為觀察中道之依。嘉祥吉藏認為，以觀察中道，作為修證的方法，即是中觀，也就是八正道中的正見。
根源於《雜阿含經》與大乘佛教般若經傳統，龍樹撰寫《中論》來闡述中觀思想與修證，提出二十七觀，以此來評破外道與其他學派的理論。龍樹認為，以般若慧觀察一切法，了解一切法皆是因緣生，皆是假名，皆是空，了解一切法無自性，就能夠了解世俗諦，因此遠離顛倒戲論，得知正確真實的因緣法，證入勝義諦。由中觀，得致正見，得致涅槃。
龍樹寫作了一系列中觀書籍，如十二門論、迴諍論、大智度論等，其弟子提婆也寫作百論，完備了中觀思想，在大乘佛教中極受重視。藏傳佛教傳統上認為，所有討論中觀的書籍，如《入中論》等，都可以被稱為中觀論，但以龍樹所著《中論》為根本，稱其為《根本中觀論》。
後世許多學派繼承龍樹的想法，並加以開展。龍樹思想的主要繼承者為中觀派，以中觀立宗，以一切法自性空為主要見解。其他主要學派，如瑜伽行唯識學派與如來藏學派，也各自根據自身宗義解釋中觀。中觀學說因此形成大乘佛教重要的討論課題之一。

## 中觀學派
中觀學派認為，龍樹在《中論》中，將《雜阿含經》的緣起、中道，《般若經》的假名、空性，融合貫通為一。在《大智度論》中，也多說此理。
緣起，在《雜阿含經》的定義為「此有故彼有，此生故彼生」，細說則分為十二緣起支。緣起甚深，難見。因有為法皆為因緣生，無常、無我、無相，因此為無自性空，無自性即是畢竟空，所以一切法的本體皆是空性，為涅槃實相。
義淨認為，中觀意指，世間之事物，在世俗諦看來雖似為實有，於勝義諦觀察皆為空，其自性為虛幻。

## 中觀與般若
《心經》:「觀自在菩薩，行深般若波羅蜜多時，照見五蘊皆空，度一切苦厄。舍利子！色不異空，空不異色；色即是空，空即是色。受想行識，亦復如是。舍利子！是諸法空相，不生不滅、不垢不淨、不增不減。是故空中無色，無受想行識…」由此可知般若是中觀的先決條件。若無般若慧又有何現量的中觀可言?《心經》與中觀皆是大乘法。

## 中觀與唯識
佛教中瑜伽之意即是相應，窺基大師所著的《成唯識論述記》中有五種的瑜伽：與境、行、理、果、機相應。

## 漢傳佛教

### 竺道生
鳩摩羅什門下的竺道生認為，十二因緣為中道，觀十二因緣非斷、非常為中觀，由中觀方可見佛性。

### 天台宗與中觀
天台智顗大師在《摩訶止觀》中，將龍樹《中論》歸納為「空、假、中」三諦，提出次第三觀（從假入空觀，從空入假觀，中道第一義觀），作為修行方法，而終歸於圓頓止觀。

## 藏傳佛教
薩迦派，將中觀分為，大中觀、應成中觀與離邊中觀三者。
格魯派，將中觀分為，中觀自續派、中觀應成派兩者。 རང་གི་མཚན་ཉིད་ཀྱིས་གྲུབ་པ་ཐ་སྙད་དུ་ཁས་ལེན་པའི་ངོ་བོ་ཉིད་མེད་པར་སྨྲ་བའོ། 中觀自續派。在世俗名言中承認事物自相實際存在的無性論者。ཐལ་འགྱུར་ཙམ་གྱིས་ཕྱི་རྒོལ་གྱི་རྒྱུད་ལ་བསྒྲུབ་བྱ་རྟོགས་པའི་རྗེས་དཔག་སྐྱེ་བར་འདོད་པའི་དབུ་མ་པ་སྟེ། རང་གི་མཚན་ཉིད་ཀྱིས་གྲུབ་པ་ཐ་སྙད་ཙམ་དུ་ཡང་མི་བཞེད་པའི་ངོ་བོ་ཉིད་མེད་པར་སྨྲ་བའོ། 中觀應成派。但指出應成某種過失，啓發對方生起比量，使悟自宗的中觀師。即在世俗名言中也不承認事物自相實際存在的無性論者。